# ولید علی عصمان
ولید علی عصمان (عربی: وليد عصمان؛ زادهٔ ۲۸ فوریهٔ ۱۹۷۷) بازیکن فوتبال اهل لیبی بود.
وی همچنین در تیم ملی فوتبال لیبی بازی کرده‌است.